# Trogon mesurus
Trogon mesurus е вид птица от семейство Трогонови (Trogonidae).

## Разпространение
Видът е разпространен в Еквадор и Перу.